# برج بندر باکو

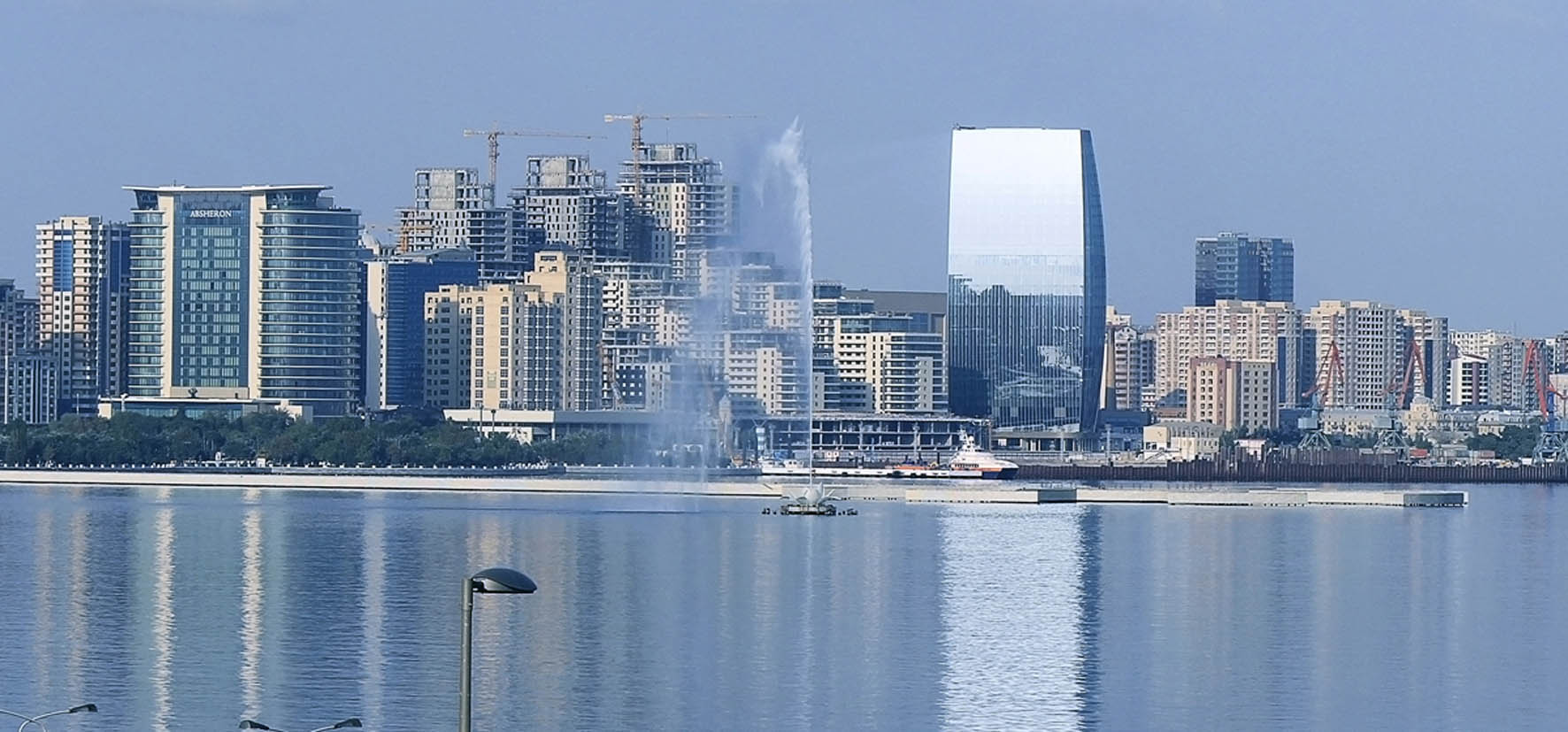
برج بندر باکو

برج بندر باکو (به لاتین: Port Baku Towers) یک ساختمان بلندمرتبه و آسمان‌خراش در جمهوری آذربایجان است که در باکو واقع شده‌است.